# Atakore
Atakore is een bestuurslaag in het regentschap Lembata van de provincie Oost-Nusa Tenggara, Indonesië. Atakore telt 675 inwoners (volkstelling 2010).